# واين وارد
واين وارد (بالإنجليزية: Wayne Ward)‏ (28 أبريل 1964 بكولشيستر في المملكة المتحدة - ) هو لاعب كرة قدم بريطاني في مركز الظهير. لعب مع كولتشستر يونايتد وTiptree United F.C. ‏.